# Joël Queirel
Joël Queirel   (Troyes, 22 de setembre de 1945) és un empresari i antic pilot de motociclisme francès que va ser un pioner de l'enduro a França. Després d'impulsar-ne la creació del primer Campionat de França (1973), en va ser set vegades campió en nou anys (1973-1981).
Emprenedor d'èxit, va fundar nombroses empreses i va esdevenir importador de les marques de motocicleta Monark i KTM a França, a més d'un gran ventall de productes relacionats amb el motociclisme. Una de les seves empreses, "Piscines Magiline", va arribar a estar entre els tres primers fabricants de piscines francesos.

## Biografia
Joël Queirel va començar a competir en motocròs de jove. El 1966 fou vuitè al Campionat de França de 250cc en categoria "National" amb una Husqvarna i el 1968 en va guanyar el títol amb una Maico. El 1969, participant al Gran Premi de Suècia de 250cc, va descobrir-hi les petites Monark sueques de 125 cc en una cursa complementària i va decidir d'importar-les a França, on aleshores aquesta cilindrada encara no existia dins el campionat estatal. Queirel ja tenia experiència dins el món dels negocis: a finals dels 60 havia creat una línia de roba esportiva, "Sport Cuir", i una empresa de fabricació d'accessoris de polièster, "Technoplast", que fabricava parafangs i dipòsits de combustible de resina. Poc després s'associà amb Yves Cosson, un representant bretó de Citroën aficionat al motocròs, per tal de fer créixer l'empresa.
El 1971, Queirel i Cosson fundaren "Royal Moto France" (RMF), la importadora de Monark a França. Tots dos socis van treballar per tal que la federació francesa (FFM) inclogués la categoria dels 125cc dins el campionat estatal de motocròs i n'instaurés un d'enduro, com així va acabar fent, respectivament, els anys 1972 i 1973. Cal dir que la primera prova d'enduro a França no es va organitzar fins al 1972, concretament a Briude (Alvèrnia). Abans, entre el 1968 i el 1971, un grapat de pioners (entre els quals el mateix Queirel, Marcel Seurat, Jacques Vernier i Jean-Louis Figureau) havien anat a provar aquesta modalitat als Sis Dies Internacionals (ISDT), però l'aleshores anomenada régularité era del tot desconeguda al país. Gràcies a la iniciativa de Queirel i Cosson, juntament amb la de Seurat i Vernier, que van començar a importar les OSSA catalanes, l'enduro esdevingué ben aviat un esport popular a França.
RMF, amb seu a Rosières-près-Troyes, distribuïa les Monark, a més d'equipament i accessoris de diversos fabricants (Sidi, Brema, Jofama, Trelleborg, Marzocchi i Bilstein entre d'altres). En menys de vuit anys, l'empresa passà de cinc a cinquanta treballadors. Gràcies als èxits esportius assolits als campionats d'enduro i motocròs per Queirel i altres pilots, Monark obtingué un gran èxit comercial a França. Joël Queirel, que havia abandonat la pràctica del motocròs després de la temporada del 1972, va guanyar els dos primers campionats de França d'enduro de la història (1973 i 1974) amb una Monark 125. A finals de 1974, però, l'empresa sueca va entrar en dificultats i RMF va decidir d'importar les KTM austríaques a partir de 1975, aprofitant que l'anterior importador havia fet fallida. La iniciativa va ser un èxit i el 1977, RFM ja va vendre 1.700 KTM a França. Joël Queirel seguí guanyant campionats de França d'enduro amb la seva nova marca: el 1975 en va guanyar el seu tercer títol consecutiu amb una KTM 175 i entre el 1977 i el 1979 en guanyà tres més. El 1981, també amb KTM, va guanyar el seu setè i darrer títol estatal.
Queirel, juntament amb el seu soci Cosson, van fundar el Motoclub Troyen a Troyes i van organitzar-hi curses. L'enduro de Troyes es va fer famós i fins i tot va puntuar per al Campionat d'Europa a mitjan anys 70. Per la seva banda, RMF patrocinava pilots de motocròs de renom com ara Patrick Boniface i Jean-Jacques Bruno, que van destacar fins i tot al Campionat del món amb les KTM. El 1980, l'empresa va llançar un Trofeu KTM de motocròs i el KTM Klub, reservat als propietaris de la marca.

### Palmarès
- 7 Campionats de França d'enduro:
  - 3 d'Absoluts (1973-1975)
  - 2 de 250cc (1977-1978)
  - 2 de superiors a 125cc (1979, 1981)
- 1 Campionat de França de motocròs 250cc National (1968)

## Patrocini de pilots
Des de la seva empresa, RMF, Joël Queirel va patrocinar nombrosos pilots de renom. A banda d'ell mateix, múltiple campió de França, han comptat amb el suport de l'empresa, entre d'altres, els següents campions:
| - Yann Cadoret - Richard i Patrick Boniface - Gilles Francru - Charles Coutard - Jean-Luc Fouchet | - Jean-Jacques Bruno - Håkan Carlqvist - Brad Lackey - Gilles Lalay - Marc Moralès | - Yvon Gervaise - Olivier Perrin - Stéphane Peterhansel - Laurent Pidoux - Alain Olivier | - Cyril Esquirol - Patrick Perrier - Patrick Demaria - Yannick Kervella - Éric Bernard |

## Èxits empresarials: RMF
Royal Moto France (RMF) ha estat una de les empreses de Joël Queirel més reeixides. Fundada el 1971, el nom feia referència a la marca de motocicletes que va començar a importar a partir de 1972, Monark. El 1975, amb la pràctica desaparició de la marca de motos sueques, l'empresa va començar a importar les KTM austríaques.

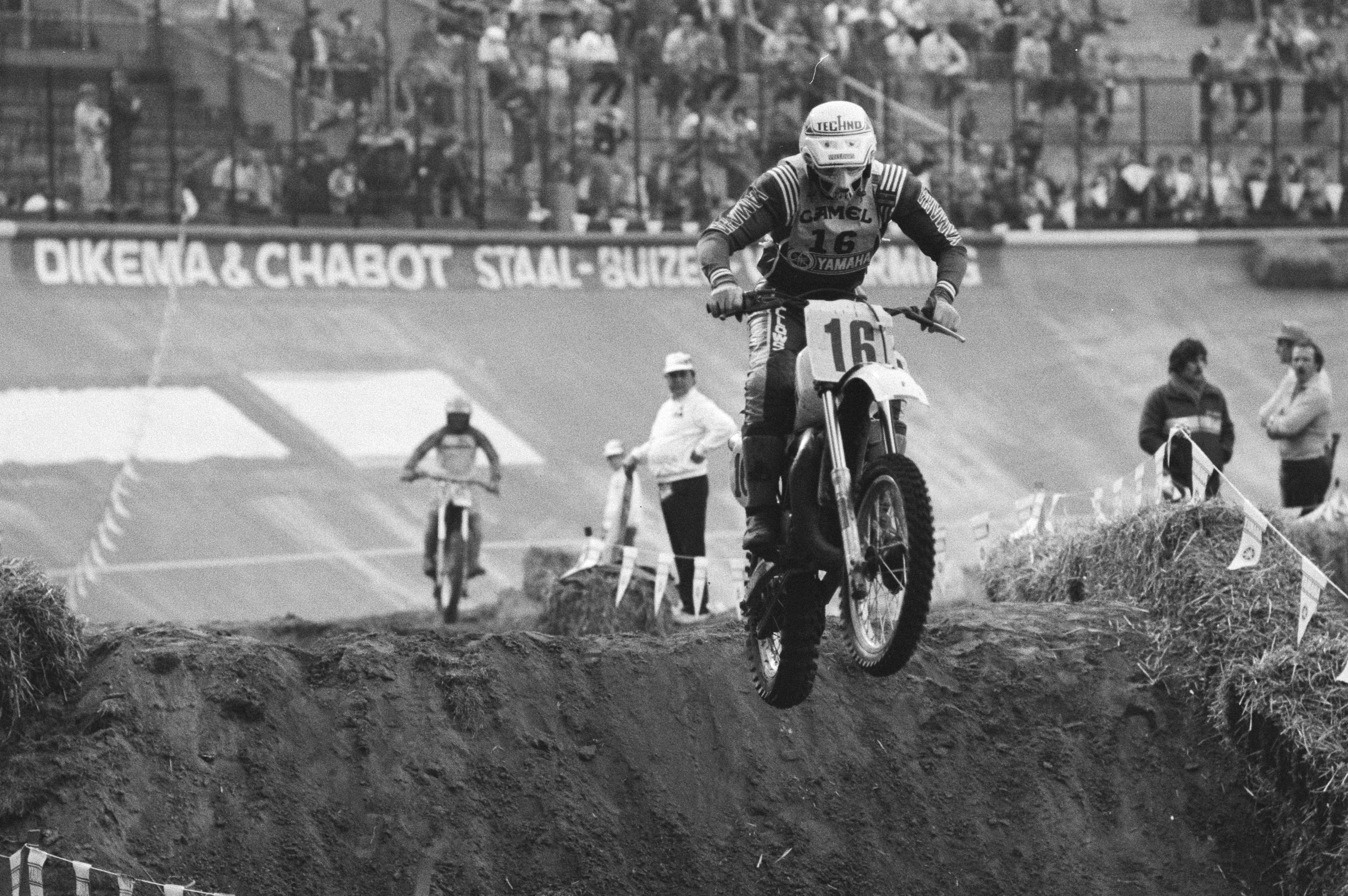
Håkan Carlqvist amb un casc Techno a un supercross el 1981

El 1980, RMF va llançar els cascos Techno, una marca francesa creada per Blanc-Tailleur molt poc valorada que va reflotar i promocionar amb els campions del món Håkan Carlqvist i Danny Laporte. Tret dels EUA, els Techno es van exportar a tot el món en grans quantitats. El 1981, l'empresa va llançar la marca de roba esportiva Roxy, de creació pròpia, que va promoure amb el fitxatge de campions com ara Brad Lackey, Graham Noyce o Broc Glover. A començaments la dècada del 1980, el catàleg de productes de RMF superava els 300 articles, amb nombroses marques com ara Oakley, Scott USA, Fox, Yoko, Sidi o Acerbis.
El 1984, Joël Queirel va decidir abandonar la societat per tal de centrar-se en la seva altra empresa, Technoplast, aleshores en alça. Yves Cosson esdevingué l'únic propietari de RMF i continuà ampliant l'empresa i patrocinant els seus productes amb els fitxatges de pilots de renom com ara Yvon Gervaise, Olivier Perrin, Gilles Lalay i Marc Moralès. Cosson va segellar un acord amb Marcel Seurat, l'importador de Husqvarna, per a patrocinar el seu equip de competició, format entre d'altres per Stéphane Peterhansel.
El 1988, RMF va comprar la marca UVSON de Nantes. El 1992 van aparèixer les bicicletes RVF ("Royal Vélo France"). El 1997, Yves Cosson es va jubilar i va vendre RMF a l'empresari Jean-Marc Lefèvre. El 2000, després de 25 anys de col·laboració amb KTM, RMF va deixar d'importar aquesta marca a França quan l'empresa austríaca va decidir de gestionar directament la distribució de les seves motos en aquell país.
El 2010, Alain Bourdoncle adquirí RMF i el nom de l'empresa esdevingué RAS (Royal Accessory Sport). El 2011 va començar a distribuir Husqvarna després d'un acord amb BMW, propietària de la marca. Malgrat tot, la pèrdua de la representació de Fox aquell mateix any i les minses vendes de Husqvarna van portar a la suspensió de pagaments a finals de 2012.